# The Fight for Life
The Fight for Life ist ein US-amerikanisches halbdokumentarisches Filmdrama aus dem Jahr 1940 unter der Regie von Pare Lorentz, der auch das Drehbuch schrieb und als Produzent fungierte. Die Verfilmung beruht auf Paul de Kruifs Buch The Fight for Life, das 1938 in New York erschien.

## Handlung
Am City Hospital in Chicago versucht der junge Assistenzarzt Dr. O’Donnell einer Frau beizustehen, die nach der Geburt starke Blutungen bekommt. Seine Bemühungen sind jedoch vergeblich, die Frau stirbt. O’Donnell streift verzweifelt durch die Straßen der Stadt und überlegt, was schiefgelaufen ist. Mit dem Chefarzt des Klinikums, einem erfahrenen Mann, hat er sich darüber ausgetauscht, dass das Thema Geburtshilfe ein eher vernachlässigter Zweig der Medizin ist. Am Chicago-Center, wo die meisten der in Armut lebenden Frauen entbinden würden, würden die Ärzte Hanson und Ballou zwar Studenten besonders auf diesem Gebiet ausbilden, jedoch sei das bei weitem nicht ausreichend. Auch O’Donnell beginnt dort eine Zusatzausbildung und lernt von seinen Lehrern viel über die beste Vorgehensweise, um vor allem die Frauen besser zu schützen, die anfällig für Präeklampsie, Blutungen oder Infektionen sind, die drei Hauptursachen für die hohe Sterblichkeit der Frauen. In einem Vortrag von Hanson und Ballou, erfahren die Studenten und jungen Ärzte, dass in den Vereinigten Staaten immer noch mehr Frauen ihr Leben bei einer Geburt einbüßen würden als beispielsweise durch Krebs und dass Todesfälle von jungen Müttern und Säuglingen unter einem Monat den zweiten Platz der Gesamtsterblichkeit einnehmen würden, nur übertroffen von Herzerkrankungen. Den jungen Ärzten wird auch ein Film gezeigt, wie wichtig Hygiene ist, auch und vor allem, wenn die Frauen zu Hause entbinden würden, wobei auch darauf verwiesen wird, dass mehr als 250.000 Frauen nur die Hilfe einer Hebamme hätten. 
Bald darauf nimmt Dr. Hanson O’Donnell zur Unterstützung bei einer Hausgeburt mit ins Armenviertel zu Frau Mendez, die in einer heruntergekommenen Wohnung lebt. Zum Glück geht die Geburt gut aus. Trotzdem lässt O’Donnell die Frage nicht los, was man tun könne, um den Armen zu helfen. Die erfahrenen älteren Ärzte versuchen ihm Mut zuzusprechen und die Gespräche sind für O’Donnell zumindest hilfreich. 
Nachdem einige Zeit vergangen und O’Donnell fertig mit seiner Ausbildung ist, entschließt er sich, sein Wissen ebenfalls als Lehrer an Studenten und junge Ärzte weiterzugeben. Eines Tages wird ihm Harris, ein junger Praktikant zugewiesen. Als ein Anruf eingeht, dass eine Frau schwanger mit ihrem dritten Kind der Geburt entgegensieht, begibt sich O’Donnell mit Harris zu ihrer Wohnung, wo sie von der Großmutter schon erwartet werden. Die Geburt verläuft zunächst gut. Dann jedoch bekommt die junge Mutter ganz plötzlich starke Blutungen. O’Donnell kommt die Frau aus dem City Hospital wieder in den Sinn, die infolge solcher Blutungen verstorben ist. Er reagiert schnell und lässt eine Bluttransfusion kommen, mit der er erst einmal die akute Lebensgefahr abwendet. Hanson und Ballou eilen ans Bett der Frau, um dem jungen Kollegen beizustehen. Zu dritt gelingt es ihnen, ihr Leben zu retten und dem Neugeborenen die Mutter zu erhalten. Nicht nur die Großmutter ist glücklich und dankbar, auch die Ärzte sind mehr als erleichtert, diesen Sieg errungen zu haben.

## Produktion und Hintergrund
Ende Oktober 1939 waren die Dreharbeiten abgeschlossen; im Januar 1940 erschien der Film, hatte jedoch erst am 6. März 1940 in New York Premiere. Produktionsfirma war USA Film-Service, Vertriebsgesellschaft Columbia Pictures Corp.
Ein Programm der damaligen Zeit enthielt die Information, dass mehr als zwei Drittel der Aufnahmen zum Film am „Chicago Maternity Center“, einer großen Entbindungsklinik und in daran angeschlossenen Wohnungen für werdende Mütter, entstanden seien. Die Dialogszenen wurden größtenteils im Studio in Hollywood gedreht und zusammen mit den Monologen beim letzten Schnitt in den Film eingefügt. Während ein Artikel in der New York Times vom August 1940 von einem Filmbudget von 250.000 $ sprach, beliefen sich die Kosten laut The Hollywood Reporter auf 150.000 $. Für die Rechte an seinem erfolgreichen Buch, auf dem der Film basiert, habe Warner Bros. dem Autor Paul de Kruif 50.000 $ geboten. De Kruif lehnte das Angebot jedoch ab und bot die Rechte dem US Government an mit der Auflage, dass der Dokumentarfilmer Pare Lorentz die Filmaufnahmen überwachen solle. Nach einem Artikel aus dem Monat Juni 1940 in der Los Angeles’ Zeitung The News war der Film der letzte, der von der Regierung gesponsert wurde, da das entsprechende Programm danach aufgelöst worden sei. Moderne Quellen behaupten, dass der Film vom United States Department of Health (Gesundheit) in Auftrag gegeben worden und 1944 aus dem Verkehr gezogen worden sei, wobei die Weigerung der Regierung, derartige Filme weiter zu unterstützen, eine Rolle gespielt haben soll. Eine bearbeitete Version des Films wurde 1947 auf einer 16 mm Filmspur veröffentlicht. Lorentz schrieb in seiner Biografie, dass der Schriftsteller John Steinbeck im Vorfeld des Films unterstützend tätig gewesen sei, zusammen mit der befreundeten Elisabeth Meyer, die einige Zeit am Chicagoer Center for Maternity gewesen sei, um mehr Interna in Erfahrung zu bringen. Lorentz schreibt in seiner Biografie auch, dass der Kameramann Floyd Crosby von William H. Clothier unterstützt worden sei. Die Schauspielerin Dorothy Adams verkörperte eine Mutter, die nach der Geburt starke Blutungen bekam und durch eine Bluttransfusion gerettet werden konnte. An der Musik zum Film sollen Joe Sullivan und seine Band, Edmond Hall, Danny Polo, Andy Anderson, Benny Morton und Billy Taylor mitgewirkt haben.
Die erste Vorführung von The Fight for Life fand am 31. Dezember 1939 im Weißen Haus im Beisein von US-Präsident Franklin D. Roosevelt statt, der geäußert haben soll, dass der Film eine Menge Gutes bewirken werde.

## Kritik
Frank S. Nugent von der New York Times resümierte über Pare Lorentz’ bisherige Filmdokumentationen und kam dann auf The Fight for Life zu sprechen und meinte, der Film sei so dramatisch wie das Leben selbst. Er befinde sich auf der Grenze zwischen Dokumentar- und Spielfilm und berichte darüber, dass Schwangerschaften resp. Entbindungen mehr Todesfälle mit sich brächten als Krebs und die Hälfte davon, vor allem Kindbettfieber, vermeidbar wären und klage die verantwortlichen Ärzte an. Hervorgehoben wurden auch die Schauspielerleistungen von Myron McGormick, Will Geer, Storrs Haynes und Dudley Digges, die so spielen würden, als wären sie wirklich Ärzte, genauso wie Effie Anderson auch tatsächlich hätte am Empfang einer Klinik sitzen können und Dorothy Urban gebe eine beeindruckende Studie einer Großmutter aus den Slums. Nugent schloss seine Kritik mit den Worten, dass man sich wünschen würde, es gäbe mehr Filmemacher wie Mr. Lorentz und eine Form des Pulitzer-Preises für dessen Art von Kino-Journalismus.

## Auszeichnungen
1941 wurde Louis Gruenberg in der Kategorie „Beste Original-Filmmusik“ für seine Musik für Fight for Life für einen Oscar nominiert, hatte jedoch das Nachsehen gegenüber Leigh Harline, Paul J. Smith und Ned Washington mit ihrer Musik für den Zeichentrickfilm Pinocchio.